# Marko Elsner
Marko Elsner (ur. 11 kwietnia 1960 w Lublanie, zm. 18 maja 2020 tamże) – słoweński piłkarz występujący na pozycji obrońcy. Trener reprezentacji Kambodży. Jego ojciec Branko był trenerem piłkarskim, a synowie Rok i Luka piłkarzami.

## Kariera klubowa
Elsner zawodową karierę rozpoczynał w 1977 roku w klubie Olimpija Lublana z Prvej ligi (I liga). W ciągu sześciu lat rozegrał tam 107 spotkań i zdobył 14 bramek. W 1983 roku przeniósł się do Crvenej zvezdy Belgrad. W 1984 roku zdobył z nią mistrzostwo Jugosławii, a w 1985 roku wygrał z nią rozgrywki Pucharu Jugosławii. W Crvenej zvezdzie Elsner grał przez cztery lata. Zagrał tam w sumie w 118 meczach i strzelił 3 gole.
W 1987 roku wyjechał do Francji, gdzie został graczem zespołu OGC Nice. Jego barwy reprezentował przez kolejne trzy lata. W tym czasie zaliczył tam 105 meczów i zdobył 6 goli. W 1990 roku odszedł do austriackiej Admiry Wacker. Po roku powrócił do OGC Nice, gdzie w 1992 roku zakończył karierę.

## Kariera reprezentacyjna
W reprezentacji Jugosławii Elsner zadebiutował 31 marca 1984 roku w wygranym 2:1 towarzyskim meczu z Węgrami. W tym samym roku został powołany do kadry narodowej na Mistrzostwa Europy. Nie zagrał na nich jednak w żadnym pojedynku. Z tamtego turnieju Jugosławia odpadła po fazie grupowej. W 1984 roku Elsner zajął również z drużyną narodową 3. miejsce na Letnich Igrzyskach Olimpijskich. W latach 1984–1988 w reprezentacji Jugosławii Elsner rozegrał w sumie 14 spotkań. W latach 1992–1993 zagrał także 2 razy w reprezentacji Słowenii.